# Entre-Deux (Réunion)
Entre-Deux is een gemeente in Réunion en telt 5167 inwoners (2005). De oppervlakte bedraagt 66,83 km², de bevolkingsdichtheid is 77 inwoners per km².